# Entmersberg
Entmersberg ist ein Gemeindeteil der Gemeinde Kirchensittenbach im Landkreis Nürnberger Land (Mittelfranken, Bayern). Entmersberg liegt in der Gemarkung Algersdorf.

## Geographie
Der Weiler hat fünf Anwesen und ist von Feldern, Wiesen und Wäldern umgeben. Er liegt etwa einen Kilometer westlich des obersten Sittenbachtales etwa 70 Meter über dem Talgrund. Der Ort steht westlich von Obermühle, nordwestlich von Algersdorf, nördlich von Morsbrunn, östlich von Osternohe und südlich von Frohnhof an der Gemeindeverbindungsstraße von Algersdorf nach Frohnhof. Im Südosten erhebt sich der Sporn des Mühlbergs (bis 505 m ü. NHN) zwischen der Seitentalmulde, durch welche die Gemeindestraße von Algersdorf heraufzieht, und dem Sittenbachtal selbst. Nahe im Westen beginnt der Osternoher Forst.

## Geschichte
Die erste Erwähnung von „Emtmersberg“ ist im Ansbacher Zinsregister zu finden. Es wird berichtet, dass im 14. und 15. Jahrhundert dort ein markgräflicher Hof wüst und öd, also verlassen liege. Jorg von Wildenstein, der zu dieser Zeit Amtmann von Osternohe war, hatte den Hof dem „Puchenbauern“ Merkel überlassen, doch auch Fritz Steinbach soll damals für drei Jahre auf dem Hof gewesen sein. Entmersberg gehörte bis 1920 zur damaligen Gemeinde Osternohe. In diesem Jahr wurde Entmersberg auf Antrag der Bewohner in die Gemeinde Algersdorf und somit in den Landkreis Hersbruck aufgenommen. Seit 1971 ist Entmersberg ein Gemeindeteil der Gemeinde Kirchensittenbach.